# Блаунт, Джеймс (рыцарь)
Джеймс Блаунт (англ. James Blount; умер в 1492/93) — английский аристократ, младший сын Уолтера Блаунта, 1-го барона Маунтжоя, и его первой жены Элен Байрон. В Войнах Алой и Белой розы принадлежал к партии йоркистов. В 1473 году заседал в парламенте как рыцарь от графства Дербишир. В 1476 году стал капитаном крепости Амм на континенте (недалеко от Кале). Содержавшиеся там в заключении Джон де Вер, 13-й граф Оксфорд, и Уильям Бомонт, 2-й виконт Бомонт, по-видимому, убедили Блаунта перейти на сторону Ланкастеров. Он освободил узников и бежал вместе с ними к Генриху Тюдору (1484). В 1485 году Блаунт высадился вместе с Тюдором в Милфорд-Хейвене и там был посвящён в рыцари, а в 1487 году стал рыцарем-баннеретом.